# Дом Аль-Фаласи
Дом Аль-Фаласи (араб. الفلاسي‎) — арабский клан, частью которого является правящая в Дубае семья Аль Мактум.
Семья Аль Мактум происходит от Аль Баласа (ныне известного как Аль-Фаласи) секции Бани Яс, племенной федерации, которая была доминирующей силой на протяжении большей части того, чем сейчас является Объединенными Арабскими Эмиратами. В 1833 году большая влиятельная группа Бани Яс переехала в Дубай под руководством Мактума бен Бути ибн Мактума. Семья Аль Мактум, часть секции Аль-Бу Фаласа Бани Яса, продолжает править Дубаем по сей день.

## Известные члены Дома Аль-Фаласи
- Мохаммед ибн Рашид Аль Мактум — правитель Дубая и лидер племени.
- Хамдан ибн Мохаммед Аль Мактум — наследный принц Дубая.
- Ахмед бин Саид Аль Мактум — президент Департамента гражданской авиации, генеральный директор и председатель группы Emirates и председатель Dubai World.
- Лахей Саиф Саид Аль Фаласи — Председатель Академии технического обучения.
- Султан бин Ахмед бин Сулейем — XChairman, Dubai World.
- Мохаммад Али Бин Зайед Аль Фаласи — Вице-губернатор Центрального банка ОАЭ.[3][неавторитетный источник][уточнить][нет в источнике]
- Мохаммад бин Абдалла Аль-Газ — бывший председатель Центрального банка ОАЭ.
- Джамал Мохаммед Аль Хай — исполнительный старший вице-президент международного аэропорта Дубая,[4] член парламента ОАЭ.
- Абдулла бен Амер Аль Фаласи — известный поэт.[источник не указан 3040 дней]
- Мохамед Албуфласа — лидер оппозиции в Бахрейне.

## Герб
Герб Дома Аль Фаласи обозначается просто как إمارة إبي, то есть эмират Дубай, который представлен Соколом (Национальная птица ОАЭ).